# Manoir du Marais
Le manoir du Marais ou château du Marais est un manoir français situé sur la commune de Saint-Chamassy. en Dordogne, dans le Périgord noir, à cinq kilomètres du Bugue et à quatre kilomètres et demi du Buisson-de-Cadouin.

## Description
Ancien repaire noble, il fut construit au début du XVIIIe siècle. 